# Robert Granjon
Robert Granjon (Parigi, 1513 – Roma, 1590) è stato un tipografo francese.

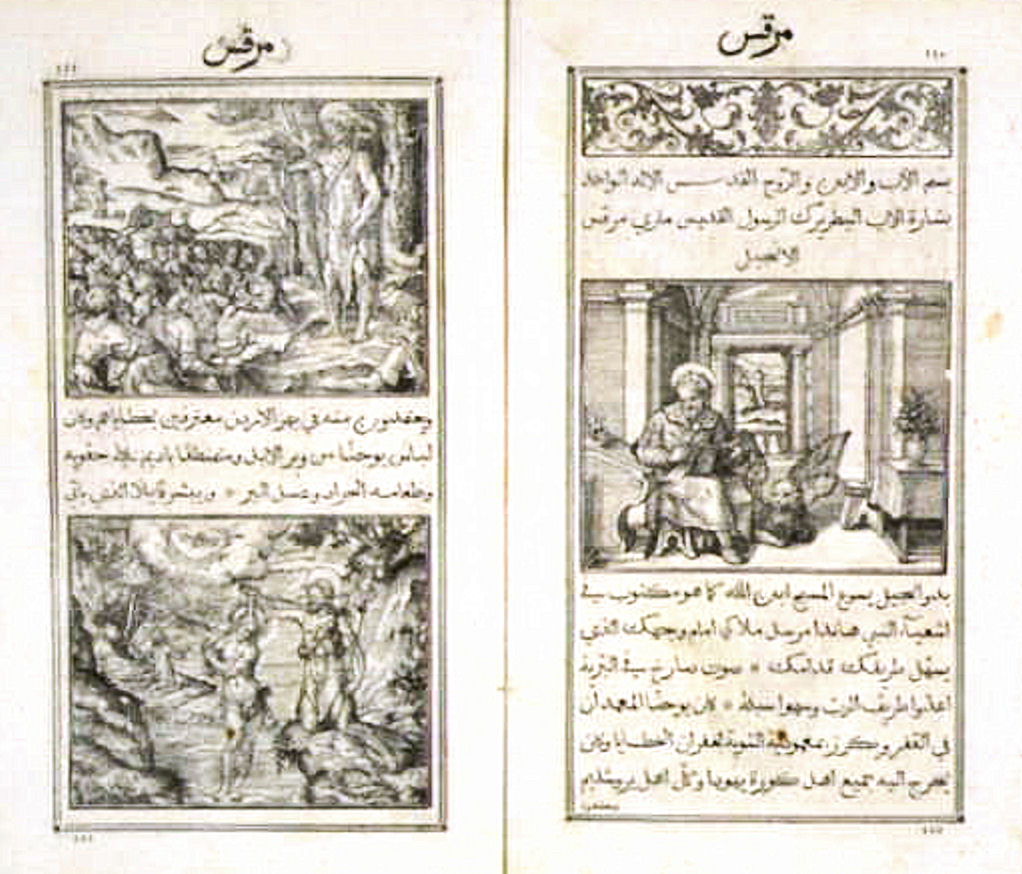
Evangelium Sanctum Domini Nostri Jesu Christi in arabo. Tipografia Medicea di Robert Granjon

Attivo a Parigi dal 1551 e a Lione dal 1558, trascorse la maggior parte della sua carriera nella stamperia vaticana di Paolo Manuzio e Domenico Basa.